# Aphomomyrmex afer
Aphomomyrmex afer är en myrart som beskrevs av Carlo Emery 1899. Aphomomyrmex afer ingår i släktet Aphomomyrmex och familjen myror. Inga underarter finns listade i Catalogue of Life.

## Bildgalleri

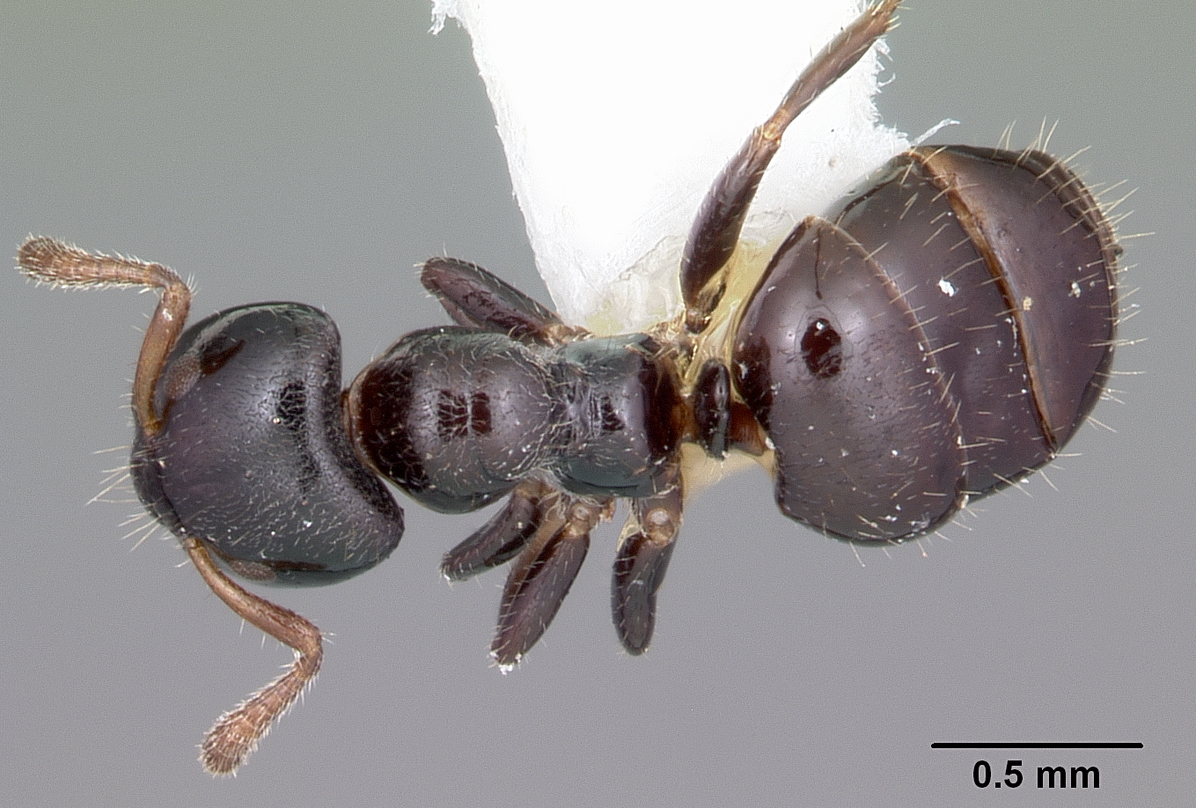
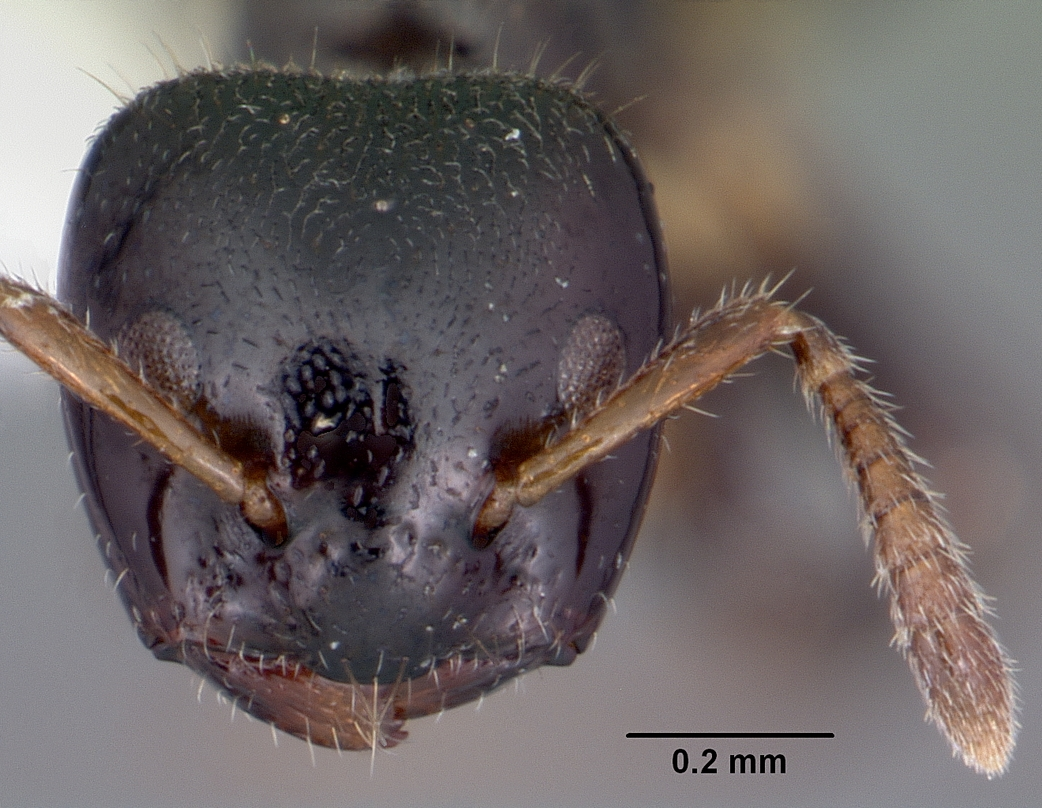
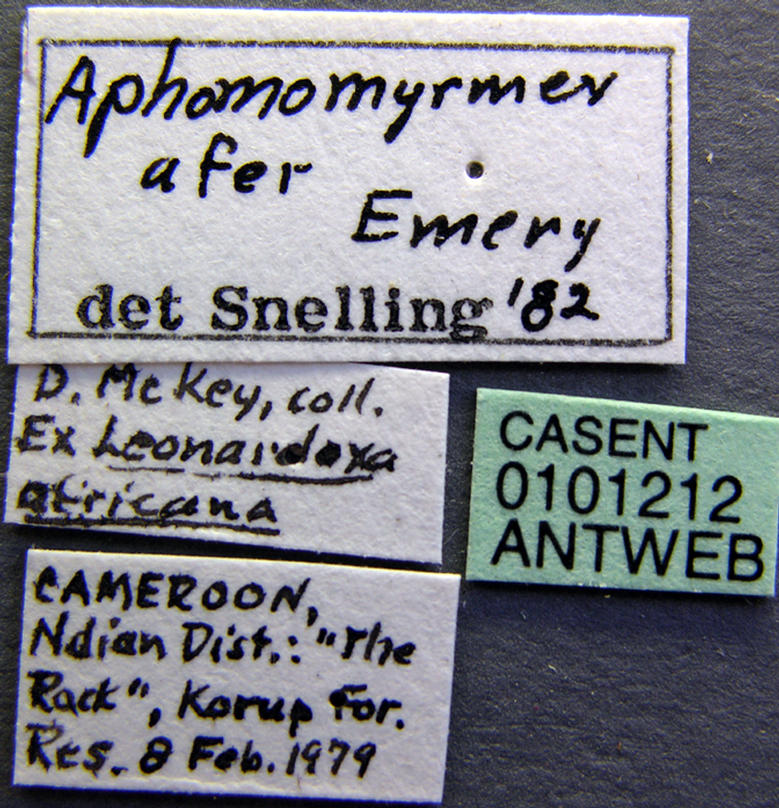
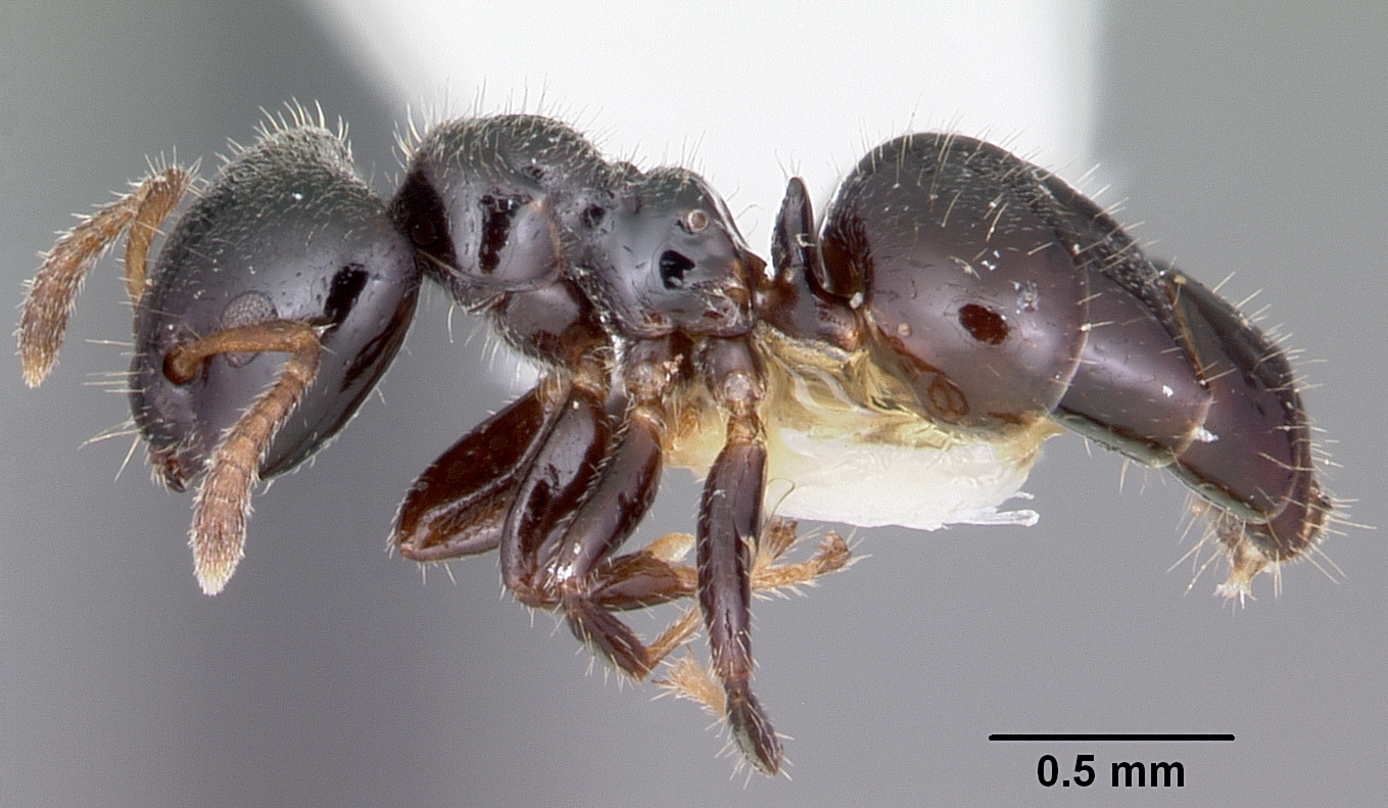
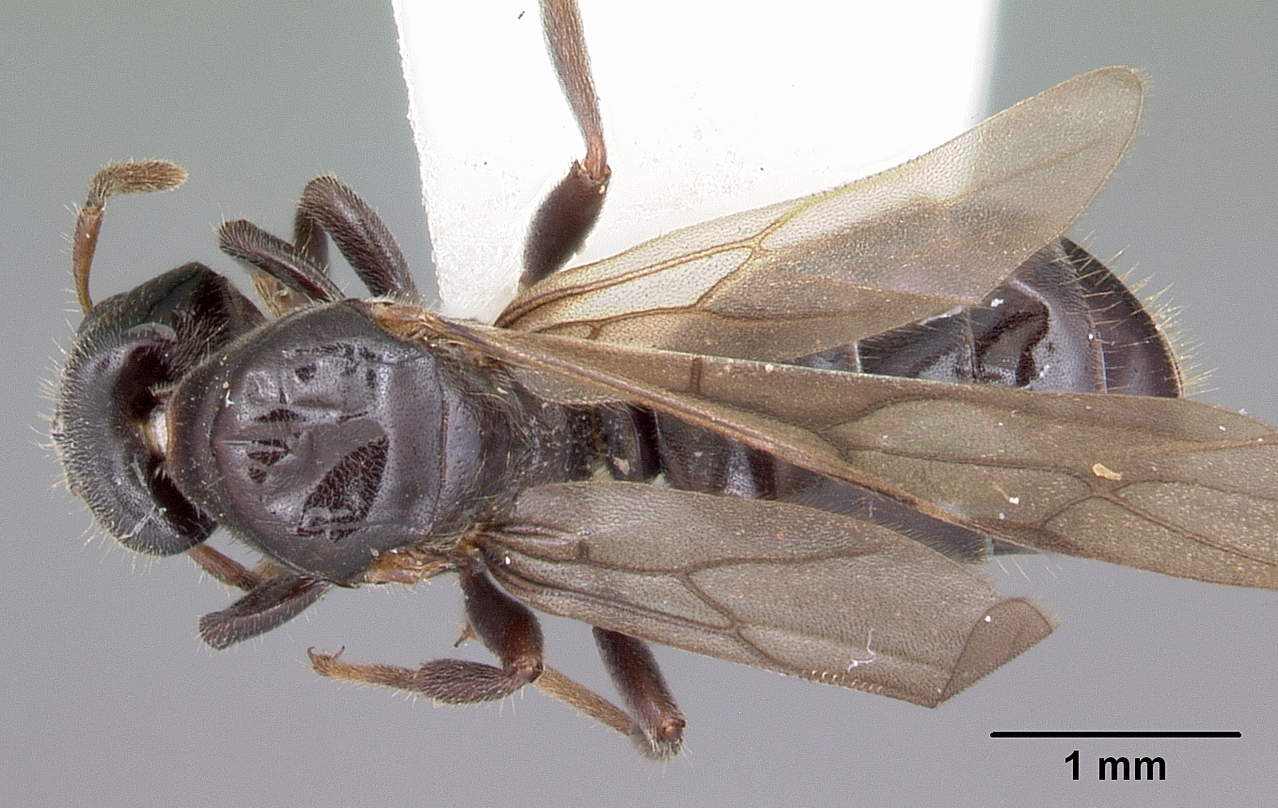
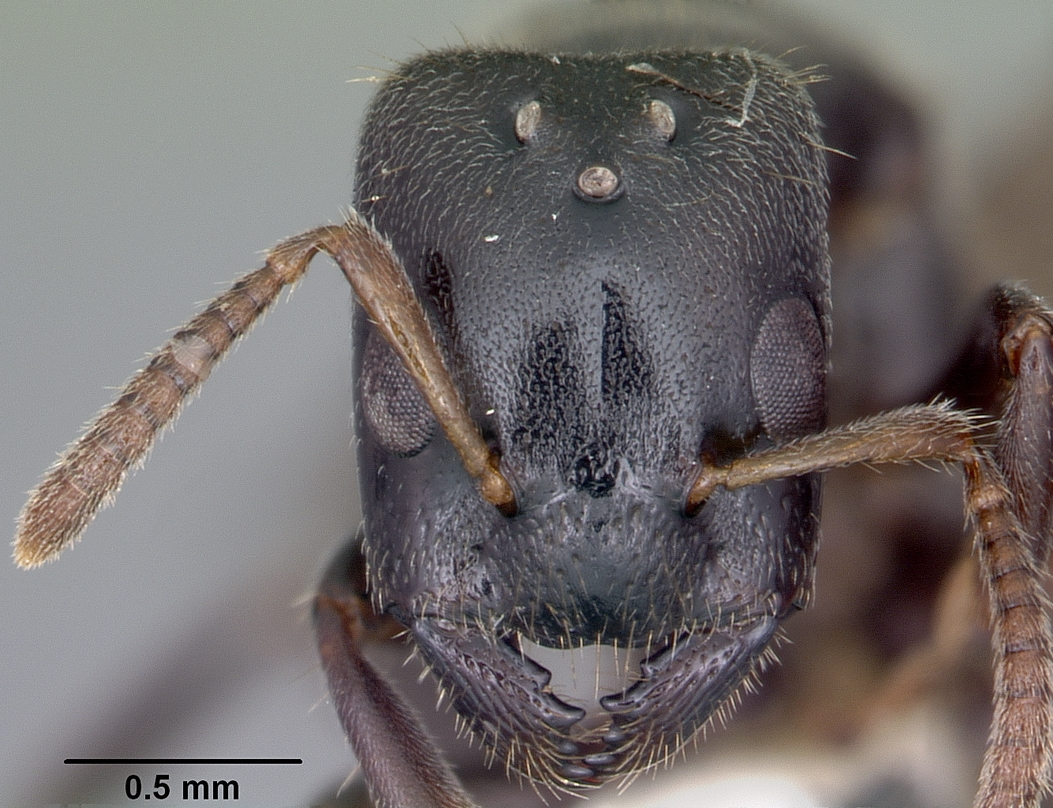